# Aukcja angielska
Aukcja angielska (ang. English auction) – rodzaj aukcji, na której oferty zgłaszane są ustnie, i w której cena stopniowo wzrasta do momentu zaoferowania przez ostatniego uczestnika najwyższej ceny.